# Komgrap Beograd
Komgrap Beograd (code BELEX : KMBG) est une holding serbe qui a son siège social à Belgrade, la capitale de la Serbie. Elle travaille principalement dans le secteur de la construction.

## Histoire
Komgrap Beograd a été admise au libre marché de la Bourse de Belgrade le 20 avril 2006 ; elle en a été exclue le 25 janvier 2011 et a été réintégrée le 27 janvier 2011.

## Activités
En tant que holding, Komgrap possède une activité diversifiée, néanmoins centrée sur le génie civil : à travers ses filiales, elle travaille à la reconstruction et à la modernisation d'immeubles résidentiels ou commerciaux, d'hôtels ou de salles de sport. Komgrap-Stan travaille dans le domaine de la construction et produit également du béton ; Komgrap-Mont, qui opère au Monténégro, fabrique et vend du béton, des structures métalliques et des matériaux d'isolation. Komgrap BL opère en Bosnie-Herzégovine et travaille dans le secteur de la construction ; Komgrap-Promet, qui a son siège en Croatie, sert d'intermédiaire commercial dans le secteur de la construction et propose des services dans les domaines du stockage, de la conception et de la construction. Komgrap-Metal produit et assemble des structures et des équipements métalliques, en acier ou en métaux légers, notamment des portes de sécurité et de la plomberie. Komgrap-Makiš produit des structures en bois ; Komgrap-Inženjering travaille dans le domaine de l'ingénierie financière. Komgrap-Operativa construit des bâtiments résidentiels et non résidentiels, des routes et des autoroutes ainsi que des ponts et des tunnels. Komgrap-Društveni standard opère dans le secteur de la restauration.
Komgrap Beograd travaille en Serbie, mais aussi en Allemagne, en République tchèque, en Slovaquie, en Russie, en Biélorussie, en Bosnie-Herzégovine, en Croatie, en Slovénie et au Monténégro ; elle a également réalisé des travaux en Libye, en Algérie, en Angola et à Sao Tome, et encore en Arménie et en Irak.

## Données boursières
Le 25 mars 2013, l'action de Komgrap Beograd valait 130 RSD (1,16 EUR). Elle a connu son cours le plus élevé, soit 700 RSD (6,28 EUR), le 13 juin 2008 et son cours le plus bas, soit 102 RSD (0,91 EUR), le 22 septembre 2006.
Le capital de Komgrap Beograd est détenu à hauteur de 65,56 % par des entités juridiques, dont 64,12 % par le groupe Integral Inženjering d.o.o. ; les personnes physiques en détiennent 34,22 %.